# Abfaltersbach
Abfaltersbach è un comune austriaco di 644 abitanti nel distretto di Lienz, in Tirolo. Tra il 1938 e il 1948 era stato accorpato al comune di Strassen.